# Tygelsjö landskommun
Tygelsjö landskommun var en tidigare kommun i dåvarande Malmöhus län.

## Administrativ historik
Kommunen bildades i Tygelsjö socken i Oxie härad i Skåne när 1862 års kommunalförordningar trädde i kraft. 
Vid kommunreformen 1952 uppgick kommunen i Bunkeflo landskommun som 1971 uppgick i Malmö kommun.

## Politik

### Mandatfördelning i Tygelsjö landskommun 1938-1946
| 12 | 8 |

| 20 |

| 12 | 8 |

| 20 |

| 12 | 8 |

| 20 |

## Vänorter
- Vindala, Finland [2]